# Namulnik
Namulnik (Limosella L.) – rodzaj roślin należący do rodziny trędownikowatych. Obejmuje 15 gatunków roślin zielnych występujących na różnych kontynentach w wodach i w siedliskach lądowych. Rodzaj najbardziej zróżnicowany jest w Afryce, gdzie rośnie 10 gatunków. W Europie obecne są 3. Do flory Polski należy jeden gatunek – namulnik brzegowy L. aquatica.

## Morfologia
PokrójDrobne rośliny zielne, drobnokępkowe, płożące lub pływające. Pozbawione łodygi lub z ukorzeniającymi się w węzłach rozłogami.
LiścieDługoogonkowe, skupione w różyczkach, naprzeciwległe lub skrętoległe.
KwiatyDrobne, wyrastające pojedynczo na szypułkach z kątów liści. Kielich dzwonkowaty, 5-ząbkowy. Korona kwiatu prawie promienista, dzwonkowata, o krótkiej rurce. Płatków 4 lub 5, białych lub różowych. Pręciki są 4 niemal równej wielkości, o cienkich nitkach, 1-komorowe. Słupek z zalążnią 1-komorową, krótką szyjką i główkowatym znamieniem.
OwoceTorebki o niepełnych przegrodach, pękające przegrodowo. Zawierają liczne, drobne i owalne nasiona.

## Systematyka
Pozycja systematyczna
Rodzaj należy do plemienia Limoselleae w rodzinie trędownikowatych (Scrophulariaceae) z rzędu jasnotowców (Lamiales).
Wykaz gatunków
- Limosella acaulis Sessé & Moc.
- Limosella africana Glück
- Limosella aquatica L. – namulnik brzegowy
- Limosella australis R.Br.
- Limosella capensis Thunb.
- Limosella curdieana F.Muell.
- Limosella grandiflora Benth.
- Limosella granitica W.R.Barker
- Limosella inflata Hilliard & B.L.Burtt
- Limosella longiflora Kuntze
- Limosella macrantha R.E.Fr.
- Limosella major Diels
- Limosella pretoriensis Suess.
- Limosella tenella Quézel & Contandr.
- Limosella vesiculosa Hilliard & B.L.Burtt